# Scandal în Boemia (film)

Coperta DVD a seriei de 4 filme canadiene de televiziune regizate de Rodney Gibbons, cu Matt Frewer și Kenneth Welsh, The Sherlock Holmes Collection

Scandal în Boemia este un film de crimă regizat de Rodney Gibbons[*] după un scenariu de Joe Wiesenfeld. A fost produs în Canada de studiourile Muse Entertainment Enterprises[*] și a avut premiera în 2003, fiind distribuit de Hallmark Channel. Coloana sonoră este compusă de Marc Ouellette.

## Prezentare
Scenariul este un amestec între povestirile „Scandal în Boemia” și „Planurile Bruce-Partington”.

## Distribuție
Rolurile principale au fost interpretate de actorii:

Matt Frewer
Kenneth Welsh
Liliana Komorowska[*]
Daniel Brochu[*]
R. H. Thomson[*]
Alain Goulem[*]
Seann Gallagher[*]  .